# Love Can Build a Bridge
"Love Can Build a Bridge" é um single de caridade gravado pelas cantoras Cher, Neneh Cherry e Chrissie Hynde em parceria com o guitarrista Eric Clapton. Certificado Silver no Reino Unido, foi lançado em 1995 e atingiu a primeira posição no UK Singles Charts e a sétima posição na Europa.
A dupla brasileira Sandy & Junior gravou uma versão em português intitulada "Vamos Construir", presente no álbum Sábado à Noite (1992).